# برينت ديكسون
برينت ديكسون (بالإنجليزية: Brent Dickson)‏ هو محامي وقاضي أمريكي، ولد في 18 يوليو 1941.

## وصلات خارجية
- برينت ديكسون على موقع إن إن دي بي (الإنجليزية)